# Konrad III. (Burgund)

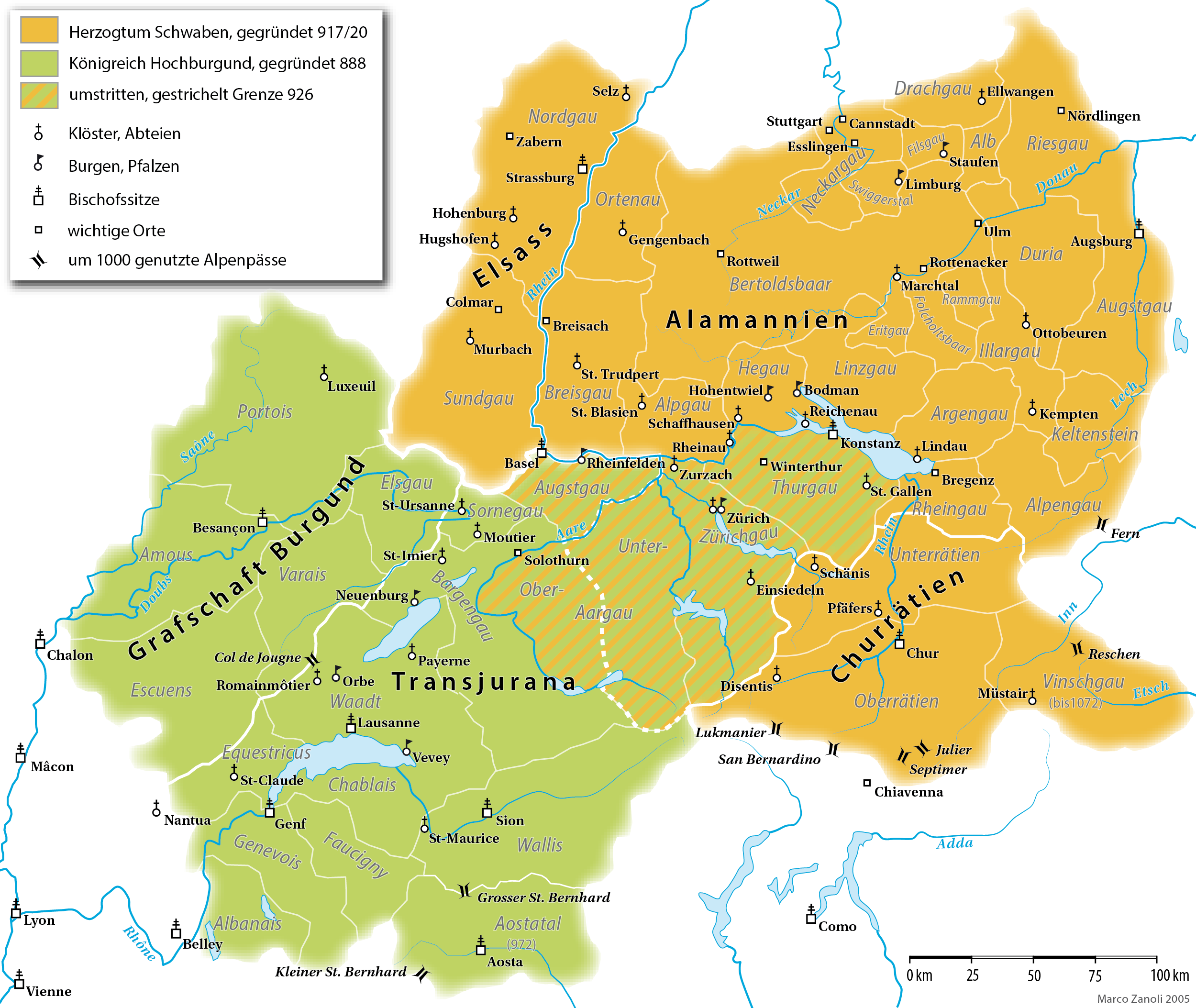
Das Königreich Hochburgund im 10. Jahrhundert

Konrad III. der Friedfertige – nach anderer Zählung Konrad I. – († 19. Oktober 993, beigesetzt in der Abtei Saint-André-de-Bas in Vienne) war seit 937 bis zu seinem Tod König von Hochburgund.
Konrad war der Sohn und Thronfolger Rudolfs II. Er war der Bruder der Adelheid und wurde noch als Minderjähriger in Lausanne gewählt und gekrönt.
Gegen ihn erhob Hugo, der König von Italien, nach dem Tod Rudolfs II. 937 Ansprüche auf Burgund, da sein Sohn Lothar Konrads Schwester Adelheid versprochen worden war. Gegen diese Ansprüche wurde Konrad III. durch den sächsischen Herzog und ostfränkischen König Otto I. geschützt, indem er den Nachfolger vor dem Eintreffen Hugos in Burgund im Dezember 937 an seinen Hof nach Sachsen bringen ließ und ihm so sein Erbe sicherte.
Nach der Ermordung von Adelheids Gatten Lothar II. 950 und ihrer Gefangensetzung durch den neuen italienischen König Berengar II., der Eroberung Italiens durch Otto I. und dessen Heirat mit Adelheid 951 wurde ihrem Bruder Konrad III. der Besitz Niederburgunds, das bereits sein Vater Rudolf II. ab 930 übernommen hatte, endgültig bestätigt.
Konrad III. war mindestens zweimal verheiratet. Mit Adelana, die vor dem 23. März 963 verstarb, hatte er zwei Kinder: Kuno († nach 966) und Gisela († 21. Juli 1007), die Ehefrau des Herzogs Heinrich der Zänker von Bayern.
Etwa ab 964 war er mit Mathilde (* Ende 943; † 26/27. Januar 981/982) verheiratet, der Tochter des westfränkischen Königs Ludwig IV. Mit ihr hatte er den Sohn Rudolf III. sowie die Töchter Gerberga, Bertha und Mathilde.
Darüber hinaus hatte er aus einer Beziehung mit Aldiud, der Ehefrau Anselms, den Sohn, Burchard (Bouchard) († 22. Juni 1030 oder 1031) der 953 Propst von Saint-Maurice-d’Agaune, und ab 978 Erzbischof von Lyon war. Mütterlicherseits war Burchard von Lyon der Halbbruder von Anselm Bischof von Aosta, Burchard (Bouchard), Erzbischof von Vienne, und Udalrich, dem Vogt der Kirche von Vienne.
Während Konrads Herrschaft litt das Reich unter den Einfällen der Ungarn und Fehden und Raubkriegen der Großmächte. Das Machtvakuum nützen auch die Sarazenen für einen Raubzug in den burgundischen Norden, wobei sie 939 das Kloster St. Maurice im unteren Wallis plünderten. Doch gelang es 975, die islamische Herrschaft in der Provence zu beenden.
Konrad III. starb 993 und wurde in der Abtei Saint-André-de-Bas bestattet. Nachfolger wurde sein Sohn Rudolf III.